# 1965 (album)
| Recensione                | Giudizio |
| ------------------------- | -------- |
| Rolling Stone Album Guide | [ 1 ]    |

1965 è il sesto album in studio del gruppo statunitense degli Afghan Whigs, pubblicato nel 1998 dalla Columbia Records.

## Tracce
1. Somethin' Hot – 2:57 (G. Dulli)
2. Crazy – 4:04 (G. Dulli)
3. Uptown Again – 3:11 (G. Dulli)
4. Sweet Son Of a Bitch – 0:23 (G. Dulli)
5. 66 – 3:23 (G. Dulli)
6. Citi Soleil – 5:05 (G. Dulli)
7. John The Baptist – 5:34 (G. Dulli)
8. The Slide Song – 3:54 (G. Dulli/R. McCollum)
9. Neglekted – 4:01 (G. Dulli/R. McCollum)
10. Omerta – 5:40 (G. Dulli/R. McCollum)
11. The Vampre Lanois – 3:22 (G.Dulli/R. McCollum/J. Curley/M. Horrigan)

## Formazione

### Gruppo
- Greg Dulli - voce, chitarra
- Rick McCollum - chitarra
- John Curley - basso
- Michael Horrigan - batteria, percussioni

### Altri musicisti
- The Royal Orleans Revue:
  - Doug Falsetti
  - Susan Marshall
  - Steve Meyers
  - Barbara Hunter
  - Derek Dicenzo
  - Alex Chilton
  - Steve Ferrone
  - Sergio Miguel Hurtado
  - Roderick Paulin
  - Samuel Venable
  - Roussell White
  - Christa Wells
  - Dave Hillis
  - George Drakoulias
  - Jarrod Olman
  - Josh Paxton
  - Alan Linker
  - Jessy Green
  - Donal Logue
  - Eve Buiguen
  - Mozart Gaspard
  - Yolette Dauphin

## Crediti
- Jeff Powell - registrazione
- Dave Hillis - registrazione (solo il pezzo 66)
- missaggio:
  - Dave Bianco
  - George Drakoulias
- fotografia:
  - Photodisc
  - James H. Karales
  - UPI/Corbis
  - Don Hunstein
  - Peter Lagone/International Stock
- Marina Chavez - foto del gruppo
- Frank Harkins - art direction